# Dekanat makowski
Dekanat makowski – dekanat w diecezji płockiej.
Obecnie obejmuje 8 parafii. Na terenie dekanatu leży Krasne – miejsce urodzenia biskupa Franciszka Krasińskiego.
Lista parafii:
| Lp | Miejscowość / parafia                | Czas powstania | Proboszcz / administrator              | Zdjęcie |
| -- | ------------------------------------ | -------------- | -------------------------------------- | ------- |
| 1  | Bogate św. Jana Ewangelisty          | 1399           | ks. mgr Cezary Olzacki od 2013         |         |
| 2  | Gołymin-Ośrodek św. Jana Chrzciciela | koniec XIV w.  | ks. Marek Świgoński od 2010            |         |
| 3  | Karniewo Wszystkich Świętych         | 1376           | ks. kan. mgr Krzysztof Dziadak od 2019 |         |
| 4  | Krasne św. Jana Chrzciciela          | 1380           | ks. kan. mgr Krzysztof Kujawa od 2014  |         |
| 5  | Maków Mazowiecki św. Józefa          | 1421           | ks. kan. Stanisław Dziekan od 2015     |         |
| 6  | Maków Mazowiecki św. Brata Alberta   | 1998           | ks. mgr Marek Podsiadlik od 2018       |         |
| 7  | Szwelice św. Jana Chrzciciela        | 1402           | ks. mgr Marek Dyga od 2016             |         |
| 8  | Węgrzynowo Ducha Świętego            | 1398           | ks. prał. mgr Rafał Grzelczyk od 2017  |         |

stan na dzień 17.08.2017